# Тосканський флорин
Тосканський флорин — грошова одиниця Великого герцогства Тосканського в 1826-1859. Ділився на 100 кватріно. В обігу також був паоло, рівний 40 кватрино.
Флорін замінив у 1826 тосканську ліру за курсом 1⅔ ліри = 1 флорин.
У 1847 Велике герцогство Тосканське поглинуло Герцогство Лукка, після чого на флорин замінена і лукська ліра (за курсом 1 флорин = 2 ліри).
У 1859, після об'єднання Італії, флорин замінений на нову валюту - "італійська ліра" (рівну сардинській лірі) за курсом 1 флорин = 1,4 італійської ліри.

## Монети
Мідні монети карбувалися гідністю в 1 і 3 кватрино, білонові - в 5 і 10 кватрино, срібні - в ½, 1 і 5 паоло, а також в ¼, ½, 1 і 4 флорину. Існували такі золоті монети, як цехін (8 флоринів), руспоне (24 флорини), а також монета номіналом 80 флоринів.